# Everyday Madness
Everyday Madness var ett svenskt hardcoreband. Bandet släppte sitt första och enda studioalbum Preaching to the Converted på Bad Taste Records 1997. Flera av medlemmarna spelade även i bandet Satanic Surfers.

## Medlemmar
- Anna - sång
- Fredrik J. - gitarr
- Fredrik S. - sång
- Magnus - gitarr
- Mathias - bas
- Rodrigo Alfaro - trummor

## Diskografi

### Album
- 1997 - Preaching to the Converted

### Medverkan på samlingsskivor
- 1996 - Quality Punk Rock (med låten "Killer", Bad Taste Records)
- 1996 - The Rise Of European Civilization (med låten "Fake", Point Break Records)
- 1996 - This Is Bad Taste (med låtarna "Marriage Made in Hell" och "Passivist", Bad Taste Records)
- 1997 - Border Line-Up (med låten "When a Soul Starts to Flow", Close-Up Magazine)
- 1998 - This Is Bad Taste Vol. 2 (med låten "Talkshow", Bad Taste Records)

### Fotnoter
1. ↑  ”Everyday Madness”. Hello.dj. Arkiverad från originalet den 25 maj 2012. https://archive.is/20120525180848/http://www.hello.dj/everyday-madness. Läst 7 januari 2012.
2. ↑  ”Quality Punk Rock”. Bad Taste Records. Arkiverad från originalet den 25 maj 2012. https://archive.is/20120525180645/http://www.badtasterecords.se/records.asp?id=63. Läst 7 januari 2012.